# هفائستوس ۲۲۱۲
سیارک ۲۲۱۲ (به انگلیسی: 2212 Hephaistos، نامگذاری:1978SB) دو هزار و دویست و دوازدهمین سیارک کشف شده‌است که در ۲۷ سپتامبر ۱۹۷۸ کشف شد.
قدر مطلق سیارک برابر ۱۳٫۸۷ است.